# Kwartier Sergeant Baron Gillès de Pélichy
Het Kwartier Sergeant Baron Gillès de Pélichy was een militair domein met kazerne in de tot de West-Vlaamse gemeente Damme behorende plaats Sijsele, gelegen aan Dorpsstraat 188. De kazerne lag ten westen van de dorpskern ten zuiden van de Dorpsstraat, ten noorden van de Kerkweg en ten westen van de Zwinstraat.

## Geschiedenis
Vanaf 1909 werd het terrein gebruikt door Hofbouwmaatschappij Flandria als plantenkwekerij. Op het terrein werden onder andere azalea's, orchideeën, laurierbomen en palmen gekweekt en er werd een opzichterswoning op het terrein gebouwd.
Het 92ste Bataljon Logistiek van de Landmacht werd opgericht in 1951 te Edegem en vestigde zich in 1952 te Sijsele. Het militair domein omvatte het terrein van de voormalige kwekerij Flandria en het oostelijk deel van het domein Ryckevelde. Er werden een aantal loodsen en andere voorzieningen gebouwd en pas in 1961 werd het domein omrasterd. Het complex kreeg de naam Depot Materieeltroepen. Het terrein was tot 1963 per spoor bereikbaar, maar dit werd opgebroken. Wel kwam er een wegeninfrastructuur.
In 1969 kwam ook de 45ste Compagnie Ordetroepen vanuit Gent naar dit domein. Verdere veranderingen volgden. De eenheden waren vooral gericht op de inkoop van uiteenlopend materieel.
In 2003 vond er een reorganisatie die het bataljon op de basis omvormde tot 51e bataljon.
In 2009 besloot defensieminister Pieter De Crem de kazerne wegens bezuinigingen te sluiten. De sluiting vond plaats in 2011 en de overgebleven 316 militairen werden overgeheveld naar andere kazernes.
In 2015 werd op het kazerneterrein voor een periode van een jaar een noodkamp opgericht door het Rode Kruis om er vluchtelingen te huisvesten.
In 2009 werd het militair domein afgestoten. Vanaf 2017 werd gewerkt aan herinrichting van het 18,5 hectare grote kazerneterrein tot wijk van de toekomst, waarin woningen en bedrijven worden gevestigd.
In 2020 werd het kazerneterrein opnieuw gebruikt als asielzoekerscentrum.

## Complex
Het complex omvat ook een monument voor baron André Gillès de Pélichy, die sneuvelde op 25 mei 1940. Verder zijn er enkele villa's, zoals het woonhuis van de vroegere eigenaar van de kwekerij, van 1912, en een tweede woonhuis, van 1927.